# Bahrein op de Olympische Zomerspelen 2020
Bahrein nam deel aan de Olympische Zomerspelen 2020 in Tokio, Japan. Er deden 31 atleten mee, waarvan één atlete zilver wist te winnen op de 10000 meter bij vrouwen.

## Medailleoverzicht
| Medaille | Naam               | Sport    | Onderdeel    | Datum      |
| -------- | ------------------ | -------- | ------------ | ---------- |
| Zilver   | Kalkidan Gezahegne | Atletiek | 10 000 m (v) | 7 augustus |

## Atleten
Hieronder volgt een overzicht van de atleten die zich kwalificeerden voor deelname aan de Olympische Zomerspelen 2020.
| sport       | Mannen | Vrouwen | totaal |
| ----------- | ------ | ------- | ------ |
| Atletiek    | 8      | 5       | 13     |
| Boksen      | 1      | 0       | 1      |
| Handbal     | 14     | 0       | 14     |
| Schietsport | 0      | 1       | 1      |
| Zwemmen     | 1      | 1       | 2      |
| totaal      | 24     | 7       | 31     |

## Sporten

### Atletiek
Mannen
Loopnummers
| atleet               | onderdeel           | series   | series | kwartfinale | kwartfinale | halve finale   | halve finale   | finale         | finale         |
| atleet               | onderdeel           | tijd     | rang   | tijd        | rang        | tijd           | rang           | tijd           | rang           |
| -------------------- | ------------------- | -------- | ------ | ----------- | ----------- | -------------- | -------------- | -------------- | -------------- |
| Sadik Mikhou         | 1500 m              | 3.42,87  | 8      | n.v.t.      | n.v.t.      | niet geplaatst | niet geplaatst | niet geplaatst | niet geplaatst |
| Birhanu Balew        | 5000 m              | 13.39,42 | 5 Q    | n.v.t.      | n.v.t.      | n.v.t.         | n.v.t.         | 13.03,20       | 6              |
| Dawit Fikadu         | 5000 m              | 13.44,03 | 13 q   | n.v.t.      | n.v.t.      | n.v.t.         | n.v.t.         | 13.20,24       | 15             |
| John Kibet Koech     | 3000 m steeplechase | DNF      | DNF    | n.v.t.      | n.v.t.      | n.v.t.         | n.v.t.         | niet geplaatst | niet geplaatst |
| Alemu Bekele         | marathon            | n.v.t.   | n.v.t. | n.v.t.      | n.v.t.      | n.v.t.         | n.v.t.         | DNF            | DNF            |
| El-Hassan El-Abbassi | marathon            | n.v.t.   | n.v.t. | n.v.t.      | n.v.t.      | n.v.t.         | n.v.t.         | DSQ            | DSQ            |
| Shumi Dechasa        | marathon            | n.v.t.   | n.v.t. | n.v.t.      | n.v.t.      | n.v.t.         | n.v.t.         | DNF            | DNF            |

Technische nummers
| atleet              | onderdeel   | kwalificaties | kwalificaties | finale         | finale         |
| atleet              | onderdeel   | hoogte        | rang          | hoogte         | rang           |
| ------------------- | ----------- | ------------- | ------------- | -------------- | -------------- |
| Abdelrahman Mahmoud | kogelstoten | 20,14         | 22            | niet geplaatst | niet geplaatst |

Vrouwen
Loopnummers
| atlete              | onderdeel           | series  | series | kwartfinale | kwartfinale | halve finale   | halve finale   | finale         | finale         |
| atlete              | onderdeel           | tijd    | rang   | tijd        | rang        | tijd           | rang           | tijd           | rang           |
| ------------------- | ------------------- | ------- | ------ | ----------- | ----------- | -------------- | -------------- | -------------- | -------------- |
| Kalkidan Gezahegne  | 10000 m             | n.v.t.  | n.v.t. | n.v.t.      | n.v.t.      | n.v.t.         | n.v.t.         | 29.56,18       | Zilver         |
| Aminat Yusuf Jamal  | 400 m horden        | 55,90   | 7      | n.v.t.      | n.v.t.      | niet geplaatst | niet geplaatst | niet geplaatst | niet geplaatst |
| Winfred Mutile Yavi | 3000 m steeplechase | 9.10,80 | 1 Q    | n.v.t.      | n.v.t.      | n.v.t.         | n.v.t.         | 9.19,74        | 10             |
| Eunice Chumba       | marathon            | n.v.t.  | n.v.t. | n.v.t.      | n.v.t.      | n.v.t.         | n.v.t.         | 2:29.36        | 7              |
| Tejitu Daba         | marathon            | n.v.t.  | n.v.t. | n.v.t.      | n.v.t.      | n.v.t.         | n.v.t.         | DNF            | DNF            |

### Boksen
Mannen
| atleet        | onderdeel         | eerste ronde         | tweede ronde         | kwartfinale          | halve finale         | finale               | rang           |
| atleet        | onderdeel         | tegenstander uitslag | tegenstander uitslag | tegenstander uitslag | tegenstander uitslag | tegenstander uitslag | rang           |
| ------------- | ----------------- | -------------------- | -------------------- | -------------------- | -------------------- | -------------------- | -------------- |
| Danis Latypov | superzwaargewicht | Abdullayev V 1–3     | niet geplaatst       | niet geplaatst       | niet geplaatst       | niet geplaatst       | niet geplaatst |

### Handbal
Mannen
| Olympiër | Onderdeel | Resultaat | Prestatie |
| --- | --------- | --------- | --------- |
| Mohamed Merza Ahmed Fadhul Mohamed Abdulredha Ahmed Al-maqabi Mohamed Mohamed Husain Mahfoodh Hasan Al-Samahiji Hasan Ali Bilal Basham Ali Eid Ali Merza Mohamed Habib Husain Al-Sayyad Mohamed Abdulhusain | mannen    | 8         | zie onder |

| Groep |            |             |             |             |             |            |            |            |        |
| #     | Land       | Wedstrijden | Wedstrijden | Wedstrijden | Wedstrijden | Doelpunten | Doelpunten | Doelpunten | Punten |
| #     | Land       | GW          | W           | G           | V           | V          | T          | Saldo      | Punten |
| 1     | Denemarken | 5           | 4           | 0           | 1           | 174        | 139        | +35        | 8      |
| 2     | Egypte     | 5           | 4           | 0           | 1           | 154        | 134        | +20        | 8      |
| 3     | Zweden     | 5           | 4           | 0           | 1           | 144        | 142        | +2         | 8      |
| 4     | Portugal   | 5           | 1           | 0           | 4           | 143        | 156        | -13        | 2      |
| 5     | Bahrein    | 5           | 1           | 0           | 4           | 129        | 149        | -20        | 2      |
| 6     | Japan      | 5           | 1           | 0           | 4           | 146        | 170        | -24        | 2      |

| Ronde        | Datum          | Lokale tijd    | MEZT           | Land           | Score          | Land           |  |
| ------------ | -------------- | -------------- | -------------- | -------------- | -------------- | -------------- |  |
| groepsfase   |                |                |                |                |                |                |  |
| 24 juli      | 14:15          | 07:15          | Zweden         | 32 - 31        | Bahrein        |                |  |
| 26 juli      | 19:30          | 12:30          | Portugal       | 26 - 25        | Bahrein        |                |  |
| 28 juli      | 09:00          | 02:00          | Denemarken     | 31 - 21        | Bahrein        |                |  |
| 30 juli      | 11:00          | 04:00          | Bahrein        | 32 - 30        | Japan          |                |  |
| 1 augustus   | 11:00          | 04:00          | Egypte         | 30 - 20        | Bahrein        |                |  |
|              |                |                |                |                |                |                |  |
| kwartfinale  | 3 augustus     | 09:30          | 02:30          | Frankrijk      | 42 - 28        | Bahrein        |  |
|              |                |                |                |                |                |                |  |
| halve finale | niet geplaatst | niet geplaatst | niet geplaatst | niet geplaatst | niet geplaatst | niet geplaatst |  |
|              |                |                |                |                |                |                |  |
| finale       | niet geplaatst | niet geplaatst | niet geplaatst | niet geplaatst | niet geplaatst | niet geplaatst |  |

### Schietsport
Vrouwen
| atlete         | onderdeel | kwalificaties | kwalificaties | finale         | finale         |
| atlete         | onderdeel | punten        | rang          | punten         | rang           |
| -------------- | --------- | ------------- | ------------- | -------------- | -------------- |
| Maryam Hassani | skeet     | 112           | 24            | niet geplaatst | niet geplaatst |

### Zwemmen
Mannen
| atleet        | onderdeel         | series | series | halve finale   | halve finale   | finale         | finale         |
| atleet        | onderdeel         | tijd   | rang   | tijd           | rang           | tijd           | rang           |
| ------------- | ----------------- | ------ | ------ | -------------- | -------------- | -------------- | -------------- |
| Abdulla Ahmed | 100 m vlinderslag | DSQ    | DSQ    | niet geplaatst | niet geplaatst | niet geplaatst | niet geplaatst |

Vrouwen
| atlete              | onderdeel       | series | series | halve finale   | halve finale   | finale         | finale         |
| atlete              | onderdeel       | tijd   | rang   | tijd           | rang           | tijd           | rang           |
| ------------------- | --------------- | ------ | ------ | -------------- | -------------- | -------------- | -------------- |
| Noor Yussuf Abdulla | 50 m vrije slag | 28,87  | 60     | niet geplaatst | niet geplaatst | niet geplaatst | niet geplaatst |